# Павулло-нель-Фриньяно
Паву́лло-нель-Фринья́но (итал. Pavullo nel Frignano, эмил.-ром. Pavóll) — город в Италии, располагается в регионе Эмилия-Романья, подчиняется административному центру Модена.
Население составляет 14 913 человека, плотность населения составляет 104 чел./км². Занимает площадь 144 км². Почтовый индекс — 41026. Телефонный код — 0536.
Покровителем коммуны почитается святой апостол Варфоломей, празднование 24 августа.

## Известные уроженцы и жители
- Риччи, Марио (1908—1989) — мэр города в 1945—1965 годах, кавалер золотой медали «За воинскую доблесть» (1953), высшей награды Италии за подвиг на поле боя.
- Лука Тони (р. 1977) — итальянский футболист, нападающий.

## Галерея
- Замок
- Олина: мост
- Романская апсида XII века. Monteobizzo: храм.